# Leens
Leens (en groningois : Lains) est un village de la commune néerlandaise de Het Hogeland, situé dans la province de Groningue.

## Géographie
Le village est situé à 20 km au nord-ouest de Groningue.

## Histoire
Leens constitue une commune indépendante avant le 1er janvier 1990, date de son rattachement à la commune d'Ulrum, renommée De Marne le 1er janvier 1992. Celle-ci est supprimée et fusionnée le 1er janvier 2019 avec Bedum, Eemsmond et Winsum pour former la nouvelle commune de Het Hogeland.

## Démographie
Le 1er janvier 2018, le village comptait 2 015 habitants.